# RockMelt
RockMelt est un navigateur web pour Android, fondé par Marc Andreessen, cofondateur du navigateur Netscape. Le projet est confié à Eric Vishria (en) et Tim Howes (en).
Ce navigateur vise optimiser l'usage du web 2.0 et des réseaux sociaux.

## Histoire
Le 5 août 2013, l'entreprise américaine Yahoo! annonce le rachat du navigateur et son arrêt le 31 août de la même année.

## Fonctionnalités
Basé sur Chromium, RockMelt en intègre toutes les fonctionnalités natives. Son apport essentiel est sur deux zones, situées de part et d'autre de la fenêtre de navigation.
- Sur la droite, une liste de contacts Facebook avec lesquels on peut discuter, auxquels on peut envoyer des messages ou publier sur leur mur ;
- Sur la gauche, une liste de flux : flux RSS, flux Twitter (plusieurs comptes possibles) et flux Facebook.